# 松浦保
松浦 保（まつうら たもつ、1931年４月14日 - 2012年6月8日 ）は、日本の経済学者。専門は経済学史。洗礼名　ステファノ　カトリック府中墓地　建屋内納骨堂に遺骨が納めらる。

## 来歴
北海道勇払郡追分町（現・安平町）生まれ。
1956年慶應義塾大学経済学部卒。
イタリア政府留学生として、ローマ大学に留学。その後、ノルウェー・オスロ大学などにも留学。
帰国後、慶應義塾大学経済学部助教授、同教授。
1977年、論文の盗用を指摘され退職勧告を受ける。入門書的なものであったため地位保全を求めて争う。慶應義塾大学経済学部教授を退職し、ローマ大学ジーニ社会統計研究所研究員、アメリカ経済学史常任理事、ミラノ・ボッコーニ商科大学客員教授、イタリア国際電信電話会社日本代表、在日イタリア商工会議所専務理事、関東学園大学経済学部教授などを歴任。

## 研究領域
経済学史が専門ではあるが、イタリアの経済事情を研究しており、精通している。

## 家族
- 父は松浦栄で、元衆議院議員、北海学園大学名誉教授。
- 兄は松浦昭で、元衆議院議員、元食糧庁長官。
- 親族に、北海道大学名誉教授・北海学園大学元学長の農業経済学者・高倉新一郎がいる。

## 業績

### 著書
- 『経済学』（税務経理協会, 1967年）
- 『イタリア経済分析』（日本評論社, 1970年）
- 『日本経済の論理』（日本放送出版協会, 1970年. NHKブックス）
- 『現代経済学の潮流 新しいパラダイムを求めて』（日本経済新聞社, 1974年）
- 『要説経済原論 上下』（法学書院, 1974年）
- 『オリーブの風と経済学 イタリア人の考え方』（日本経済評論社, 2001年）

### 共著
- （気賀健三, 富田重夫）『経済原論, 全訂版』（学文社, 1964年）
- （玉野井芳郎）共編『経済学の名著 12選』（学陽書房, 1973年. 名著入門ライブラリー）
- 柏崎利之輔共編『経済思想史講義』（青林書院新社, 1976年）
- （杉原四郎・鶴田満彦・菱山泉）『経済思想史（1）古典学派の経済思想』（有斐閣, 1977年）

### 翻訳
- A.マディソン『西欧の経済成長 ヨーロッパと北アメリカの比較研究』（紀伊国屋書店, 1965年）
- G.J.スティグラー『生産と分配の理論 限界生産力理論の形成期』（東洋経済新報社, 1967年）
- マーク・ブローグ 福岡正夫共訳『ケンブリッジ革命』（東洋経済新報社, 1977年）
- アミントレ・ファンファーニ『資本主義・社会性・参加』（日本放送出版協会, 1977年）